# Лавсаик
Лавсаик, или наратив житија светих и блажених отаца (грч. Λαυσαικη Ιστορια) – дело Паладија Еленопољског, написано 419-420. године, збирка о животу светих и блажених хришћанских монаха, светих очева Египта.

## Историја
Дело је написано на захтев евнуха Лавса, препозитора свете одаје византијског цара Теодосија II. Књига је добила име по њему. Као што се види из садржаја саме књиге, Паладије је путовао Египтом 388-404.године.
Књига је била широко распрострањена и преведена је на црквенословенски језик. Под именом Лавсаик, касније у Русији није објављено само Паладијево дело, већ и Патерикон, дела о разним пустињским оцима који су се подвизавали и на другим местима осим у Египту.

## Богослужење
У православној цркви читања из Паладијумовог лавсаика су укључена у дневни циклус богослужења током Великог поста. Према Типику, од понедељка до петка током овог временског периода на Јутрењу, два читања од четири обавезна су читања из Лавсаика (после треће катизма и трећег канона).